# Chifley Road
Die Chifley Road ist eine Hauptverbindungsstraße im Osten des australischen Bundesstaates New South Wales. Sie verbindet die Bells Line of Road in Bell mit dem Great Western Highway in Lithgow.

## Verlauf
Die Chifley Road ist die Fortsetzung der Bells Line of Road (S40) in Bell. Sie führt zunächst an der Südwestecke des Wollemi-Nationalparks nach Nordwesten bis Newnes Junction. Dort biegt sie nach Südwesten ab und führt, vorbei an Clarence mit seiner Zig Zag Railway, zu ihrem Endpunkt nach Lithgow, wo sie auf den Great Western Highway (R32) trifft.